# مصون در زندان
مصون در زندان (انگلیسی: Safe in Jail) یک فیلم کوتاه کمدی به کارگردانی مک سنت است که در سال ۱۹۱۳ منتشر شد.

## گزیدهٔ بازیگران
- راسکو آرباکل
- چارلز آوری
- ادگار کندی
- هنک من
- چارلز ماری
- فورد استرلینگ